# Music Farm (prima edizione)
La prima edizione di Music Farm è andata in onda dal 16 aprile 2004 al 6 giugno, condotta da Amadeus (di cui è stata l'unica), vede 11 partecipanti. Vede la partecipazione di Gene Gnocchi e come inviata Rosita Celentano.
La media di questa edizione è stata di 3 657 000 spettatori e il 17,59% di share.
Il 7 giugno 2004, l'ultima puntata ha ottenuto 4 228 000 e il 23,12% di share, con punte superiori al 38% nell'ultima ora, arrivando anche a picchi del 46%.
La prima edizione è andata in onda in diretta dal Centro Multimediale di Terni, mentre i concorrenti alloggiavano presso il Centro Mességué di Melezzole.

## Partecipanti
N.B. Solo dei primi tre partecipanti si sa in che posizione sono arrivati
1. Riccardo Fogli[7]
2. Ivan Cattaneo[7]
3. Ricchi e Poveri[7]

- Annalisa Minetti[2]
- Marco Armani[2]
- Fiordaliso[2]
- Loredana Bertè[2]
- Scialpi[2] - ritiratosi, viene sostituito da Ivan Cattaneo.[8]
- Francesca Alotta[2]
- Gianni Fiorellino[2]
- Silvia Salemi[2]

## Ascolti
| Puntata    | Messa in onda  | Telespettatori | Share  |
| ---------- | -------------- | -------------- | ------ |
| 1          | 16 aprile 2004 | 4.110.000      | 18,07% |
| 2          | 23 aprile 2004 | 3.723.000      | 15,13% |
| 3          | 30 aprile 2004 | N.D.           | N.D.   |
| 4          | 7 maggio 2004  | 3.709.000      | 16,95% |
| 5          | 14 maggio 2004 | 4.166.000      | 17,98% |
| 6          | 21 maggio 2004 | 3.976.000      | 19,10% |
| Semifinale | 28 maggio 2004 | 3.416.000      | 16,82% |
| Finale     | 6 giugno 2004  | 4.228.000      | 23,12% |
| Media      | Media          | 3.657.000      | 17,59% |